# 方宝庆
方宝庆，安徽桐城縣人，清朝政治人物。
道光六年（1826年）丙戌科進士。道光二十六年（1846年）接替徐耀任福建漳州府知府一职。